# François Albert
 (janvier 2023).
Pour les articles homonymes, voir Albert.
François Albert est un homme politique français né le 4 avril 1877 à Bordeaux et mort le 23 novembre 1933 à Paris.
Sénateur, député et deux fois ministre, il se situe à l'aile gauche du Parti radical.

## Biographie

### Jeunesse et études
Les parents de François Albert sont les gardiens du château de Béruges, et issus d'une vieille famille poitevine.
Il fait ses études à l'École normale supérieure en compagnie d'Édouard Herriot. Il est agrégé de lettres et titulaire d'une licence de droit.

### Parcours professionnel
Il commence une grande carrière de journaliste. Il est publié dans plusieurs journaux tels que L'Aurore et l'Homme libre de Georges Clemenceau de sa création le 6 mai 1913 au 24 juin 1916.
Il lance sa carrière politique en 1907 comme simple élu local, avant de devenir maire de Béruges l'année suivante et sénateur de la Vienne en 1920. Après avoir été nommé deux fois ministre, il est battu aux élections sénatoriales de 1927, mais élu député des Deux-Sèvres un an après, et jusqu'à sa mort en 1933.
Surnommé « le ministricule » à cause de sa petite taille, il est aussi reconnu pour ses talents d'orateur.
Il est également président de la Ligue de l'enseignement de 1922 à sa mort.

## Mandats
- Maire de Béruges en 1908
- Conseiller général du canton de Vouillé dans la Vienne
- Sénateur radical de la Vienne de 1920 à 1927
- Président de la Ligue de l'enseignement
- Ministre de l'Instruction Publique et des Beaux-Arts du 14 juin 1924 au 17 avril 1925 dans le gouvernement Édouard Herriot (1).
- Ministre du Travail et de la Prévoyance Sociale du 31 janvier au 26 octobre 1933 dans le gouvernement Édouard Daladier (1)
- Député des Deux-Sèvres de 1928 à 1933

Son fils André Albert retrouvera son siège de député en 1936.

## Hommages
Le collège de Celles-sur-Belle porte son nom.
Une rue de Saint-Étienne porte son nom.

## Sources
1. ↑  « François Albert dit François-Albert - Base de données des députés français depuis 1789 - Assemblée nationale », sur www2.assemblee-nationale.fr (consulté le 20 juillet 2023)

- « François Albert », dans le Dictionnaire des parlementaires français (1889-1940), sous la direction de Jean Jolly, PUF, 1960 [détail de l’édition]
- Lucette Brossard-Pissard, Le livre des héros : Héros et personnalités de la Vienne du XXe siècle, Le Pictavien éditeur, 2007, 400 p., p. 13